# Nikolaj Buhalov
Nikolay Bukhalov Николай Петков Бухалов (Karlovo, 20 marzo 1967) è un ex canoista bulgaro.
Ha vinto due medaglie d'oro alle Olimpiadi di Barcellona 1992, nel C1 500 e nel C1 1000m. Ha vinto anche un bronzo nella precedente edizione dei Giochi di Seul 1988. Si è aggiudicato anche 5 titoli mondiali e vari europei. Si è ritirato nel 1997.

## Palmarès
- Olimpiadi

Seul 1988: bronzo nel C1 1000m.
Barcellona 1992: oro nel C1 500m e C1 1000m.
- Mondiali

1986: bronzo nel C1 500m.
1989: bronzo nel C4 1000m.
1990: bronzo nel C1 500, C4 500m e C4 1000m.
1991: argento nel C1 500m e C1 1000m, bronzo nel C4 1000m.
1993: oro nel C1 500m.
1994: oro nel C1 200m e C1 500m, argento nel C1 1000m.
1995: oro nel C1 200m e C1 500m.
- Campionati europei di canoa/kayak sprint

Plovdiv 1997: oro nel C1 500m e argento nel C1 1000m.
Poznań 2000: bronzo nel C1 500m.